# Ed Maverick
Eduardo Hernández Saucedo (Delicias, Chihuahua, 19 de enero de 2001), conocido como Ed Maverick es un cantautor, productor y músico multinstrumentista mexicano. Se especializa en los géneros de música folk, alterlatino y rock latino. Ganó fama como artista tras el lanzamiento de su álbum debut, Mix pa' llorar en tu cuarto (2018) y su sencillo certificado diamante en México «Fuentes de Ortiz». Después de firmar con Universal Music México en 2019, su álbum debut fue reeditado y logró llegar a los primeros lugares en las listas mexicanas, le siguieron los álbumes Transiciones (2019), el homónimo Eduardo (2021) y su más reciente lanzamiento La Nube en el Jardín (2024), este último publicado en una sola pista donde se encuentran las 12 canciones del álbum con una duración de 53:49 minutos.
Maverick ha colaborado con artistas como Bratty, Señor Kino y C. Tangana y ha sido reversionado por otros como Julión Álvarez. Ha recibido un Premio Grammy Latino y un Premio Odeón, además de recibir nominaciones a los Premios MTV Miaw y una en los MTV Europe Music Awards. Hacia enero de 2025, Maverick ha vendido más de 1 millón de discos en todo el mundo.

## Biografía y carrera

### 2001-2017: primeros años e inicios musicales
Eduardo Hernádez Saucedo nació el 19 de enero de 2001, en Delicias, ciudad ubicada en el estado mexicano de Chihuahua. Aprendió a tocar la guitarra de manera autodidacta. La primera canción que aprendió a tocar fue «Simple As This» de Jake Bugg. Comenzó a componer en su ciudad natal además de hacer presentaciones en fiestas, eventos y otros lugares públicos a mediados de 2017.

### 2018-2020:MPLLETC,Transicionesy ascenso a la fama
En 2018, Maverick lanzó su álbum de estudio debut titulado Mix pa' llorar en tu cuarto a través de la disquera independiente Eidan Box Records. En el álbum se encontraba la canción «Fuentes de Ortiz», su segunda canción escrita por el mismo; que con el paso de las semanas se fue viralizando en las redes sociales y terminaría convirtiéndose en su primer éxito comercial, después de firmar un contrato con Universal Music México y GST Talent en 2019, se reeditó su álbum debut y se publicó en tiendas físicas y digitales bajo el sello Universal llegando al puesto número 2 de la lista de álbumes mexicanos, «Acurrucar» fue lanzado como segundo sencillo del álbum. 
Para mayo de 2019, Maverick ya se había convertido en uno de los artistas mexicanos más virales de Spotify. Ese mismo año se presentó por primera vez en el Lunario del Auditorio Nacional y el Teatro Metropólitan de la Ciudad de México, situando en este último el récord de ser el artista mexicano que agotó más rápido sus fechas en el recinto. En el mismo año su álbum debut Mix pa' llorar en tu cuarto recibió el disco de oro por la Asociación Mexicana de Productores de Fonogramas y Videogramas (AMPROFON). De manera rápida lanzó su segundo álbum de estudio Transciones (2019).
Mientras su fama iba en ascenso, Maverick sufrió un ataque masivo de ciberacoso, perpetuado por internautas y troles. Siendo en ese entonces una persona activa en redes sociales, el cantante solía recibir mensajes casi diarios que incitaban al odio hacia su persona con frases de lenguaje soez como «chinga a tu madre Ed Maverick», o «es miércoles de mandar a chingar a su madre a Ed Maverick», originadas por una campaña de Facebook titulada «manda a chingar a su madre a Ed Maverick todos los miércoles»; lo anterior provocó que desarrollara síntomas de depresión y causaron que, en ese entonces, se retirara de los medios sociales.
En 2020, reapareció con su primer álbum en vivo Ed Maverick en el Metropolitan (2020) interpretando los éxitos de los primeros dos álbumes e incluyó el tema «Ropa de Bazar» con Bratty, y a inicios de ese año la Asociación Mexicana de Productores de Fonogramas y Videogramas le entregó el disco de diamante por «Fuentes de Ortiz» por 300,000 ventas digitales, el doble platino por «Acurrucar», platino y oro por «Del Río» y «Ropa de Bazar», platino por «Quiero» y Mix pa llorar en tu cuarto, y el disco de oro para «Siempre estoy pa ti» y «WRU». Además del lanzamiento de su primer extended play Esto No Tiene Nada Que Ver con Eduardo.

### 2021-2022:eduardo
Durante el año 2021, Maverick lanzó su tercer álbum de estudio titulado eduardo, en este se vieron reflejados los acontecimientos el episodio de acoso en su vida fue retratado en las canciones «Gente», «niño,» y «gracias,». La revista Rolling Stone lo colocó en el puesto 26 de los 35 mejores álbumes en español del 2021. Ese mismo año colaboró con el español C. Tangana, en el sencillo «Párteme la cara» que formó parte del álbum El Madrileño (2021) llegando al puesto número 3 en la lista de canciones de España y certificando disco de platino por la Productores de Música de España (PROMUSICAE) y disco de oro en Brasil. Esta participación lo acreditó como ingeniero del álbum y le valió su primer premio Grammy Latino a la mejor ingeniería de grabación en la ceremonia del mismo año.
En 2022 ganó el premio Odeón de la Asociación de Gestión de Derechos Intelectuales (AGDI) a la Mejor canción alternativa del 2022 en España, siendo el primer artista mexicano galardonado en esa ceremonia. En abril se presentó por primera vez en el festival de música Coachella, en mayo lanzó una serie de demos inéditos del álbum Eduardo.
En julio el Ayuntamiento de Cartagena le reconoció en el festival español "La Mar de Músicas" con el segundo Premio Paco Martín al "artista revelación de las músicas globales" por propuesta del jurado compuesto por distintas periodistas españolas de la Asociación Cultural Paco Martín, explicando su elección por «representar como nadie la nueva oleada de cancionistas que deslumbran por su sensibilidad, sencillez y naturalidad. Su voz, profunda, melancólica, cálida y llena de matices, es una de las más especiales de la escena internacional. Provoca emoción, intimidad y pausa desde el primer verso, como si nos cantara a pocos metros de distancia acompañado de su joven guitarra». En el mismo mes anunció su primera gira mundial titulada «Tour Eduardo», con la que se presentó en ciudades de América Latina y Estados Unidos, y por primera vez en países de Europa como Reino Unido, España y los Países Bajos.

### 2023-presente: luchas personales
En noviembre de 2023, con la finalidad de poder disfrutar de una «vida normal», anunció a través de su cuenta de Instagram que renunciaba a ser «famoso», pidiendo que dejarán de pedirle fotos o autógrafos en la calle; posteriormente, cerró todas sus redes sociales oficiales. En febrero de 2024, reactivó brevemente su cuenta de Instagram para reiterar su postura de querer dejar de ser una «persona famosa», solicitando que lo ignoraran si lo reconocían en la calle ya que dicha situación le «causaba demasiado estrés, y afectaba su salud». Sobre su música y en adición a lo anterior, agregó que «si les importa LA MÚSICA voy a estar sacando próximamente, sólo cooperen con eso que les pido. Si yo no fuera percibido sería muy feliz y si fuera muy feliz podría sacar más música constantemente».

## Discografía
| Álbumes de estudio - Mix pa' llorar en tu cuarto (2018) - Transiciones (2019) - "Esto no tiene nada aque ver con eduardo" (2020) - Eduardo (2021) - La nube en el jardín (2024) |

## Premios y reconocimientos
| Premiación                 | Año  | Categoría                     | Trabajo           | Resultado | Ref.   |
| -------------------------- | ---- | ----------------------------- | ----------------- | --------- | ------ |
| La Mar de Músicas          | 2022 | Artista revelación            | Ed Maverick       | Ganador   | [ 29 ] |
| Lunas del Auditorio        | 2019 | Artista revelación            | Ed Maverick       | Ganador   | [ 36 ] |
| MTV Europe Music Awards    | 2019 | Mejor Artista Latino Norte    | Ed Maverick       | Nominado  | [ 37 ] |
| Premios MTV MIAW           | 2019 | Artista emergente             | Ed Maverick       | Nominado  | [ 38 ] |
| Premios MTV MIAW           | 2021 | Music-ship del año            | «Niño»            | Nominado  | [ 39 ] |
| Premios MTV MIAW           | 2021 | Video del año                 | «Párteme la cara» | Nominado  | [ 39 ] |
| Premios GQ Hombres del Año | 2021 | Cantante mexicano del año     | Ed Maverick       | Ganador   | [ 40 ] |
| Premios Grammy Latinos     | 2021 | Mejor ingeniería de grabación | El Madrileño      | Ganador   | [ 41 ] |
| Premios Odeón              | 2022 | Mejor canción alternativa     | «Párteme la cara» | Ganador   | [ 5 ]  |
| Premios Telehit            | 2019 | Mejor artista México          | Ed Maverick       | Nominado  | [ 42 ] |
| Premios Telehit            | 2019 | Mejor artista revelación      | Ed Maverick       | Ganador   | [ 42 ] |
| YouTube Creator Awards     | 2019 | Botón de plata                | Ed Maverick       | Ganador   | [ 43 ] |
| YouTube Creator Awards     | 2020 | Botón de oro                  | Ed Maverick       | Ganador   | [ 43 ] |